# Bellakeo
«Bellakeo» es una canción del cantante mexicano Peso Pluma y la cantante brasileña Anitta. Fue lanzada el 7 de diciembre de 2023 a través de Double P Records.

## Lanzamiento y composición
A principios de diciembre de 2023, Anitta anunció a través de su canal de WhatsApp y otras redes sociales el lanzamiento de la canción.  Además, ambos artistas compartieron avances del videoclip acompañante. La canción fue escrita por Peso Pluma, Ángel Sandoval, Jay Rozz (Juan Daniel Arias), Juan Diego Medina y Ojay (Omar José Pulido Vicari) y los productores Jorge Milliano (Jorge Alberto Erazo) y Mario Cáceres. «Bellakeo» es una canción de reguetón descrita como «una fusión de ritmos irresistibles y voces seductoras».

## Videoclip
El videoclip acompañante fue lanzado simultáneamente con la canción y filmada en Madrid.

## Posicionamiento en listas
| Listas (2023–2024)                     | Mejor posición |
| -------------------------------------- | -------------- |
| Argentina (Argentina Hot 100)          | 29             |
| Bolivia (Billboard)                    | 1              |
| Bolivia (Monitor Latino)               | 12             |
| Brasil (Brasil Hot 100)                | 46             |
| Chile (Billboard)                      | 18             |
| Chile (Monitor Latino)                 | 17             |
| Colombia (Billboard)                   | 24             |
| Ecuador (Billboard)                    | 5              |
| El Salvador (Monitor Latino)           | 4              |
| España (PROMUSICAE)                    | 60             |
| Estados Unidos (Billboard Hot 100)     | 54             |
| Estados Unidos (Hot Latin Songs)       | 3              |
| Estados Unidos (Rhythmic)              | 34             |
| Global (Billboard Global 200)          | 7              |
| Global (Billboard Global 200 Excl. US) | 6              |
| Grecia (IFPI)                          | 65             |
| Guatemala (Monitor Latino)             | 8              |
| Honduras (Monitor Latino)              | 11             |
| México (Billboard)                     | 6              |
| Nicaragua (Monitor Latino)             | 15             |
| Perú (Billboard)                       | 2              |
| Perú (Monitor Latino)                  | 4              |
| Portugal (AFP)                         | 102            |